# François I của Pháp
François I (tiếng Pháp: François Ier; tiếng Pháp Trung cổ: Francoys; 12 tháng 9 năm 1494 – 31 tháng 3 năm 1547) là Quốc vương Pháp từ năm 1515 cho đến khi qua đời vào năm 1547. Ông là con trai của Charles, Bá tước Angoulême và Luisa của Savoia. Ông kế vị người anh họ đầu tiên của mình sau khi bị phế truất và bố vợ Louis XII, người đã chết mà không có con trai.
Là một người bảo trợ phi thường cho nghệ thuật, ông đã thúc đẩy thời kỳ Phục hưng Pháp mới nổi bằng cách thu hút nhiều nghệ sĩ Ý làm việc cho mình, bao gồm cả Leonardo da Vinci, người đã mang theo bức tranh Mona Lisa mà François đã mua được. Triều đại của François đã chứng kiến những thay đổi quan trọng về văn hóa với sự phát triển của quyền lực trung tâm ở Pháp, sự truyền bá chủ nghĩa nhân văn và đạo Tin lành, và sự khởi đầu của việc khám phá Thế giới mới của Pháp. Jacques Cartier và những người khác đã tuyên bố các vùng đất ở Châu Mỹ cho Pháp và mở đường cho sự bành trướng của đế chế thực dân Pháp đầu tiên.
Vì vai trò của mình trong việc phát triển và quảng bá tiếng Pháp, ông được biết đến với cái tên le Père et Restaurateur des Lettres ('Cha đẻ và Người khôi phục Thư từ'). Ông còn được gọi là François au Grand Nez ('Phanxicô Mũi To'), Grand Colas, và Roi-Chevalier ('Vua Hiệp sĩ').
Để phù hợp với những người tiền nhiệm của mình, Francis tiếp tục Chiến tranh Ý. Việc đối thủ lớn của ông là Hoàng đế Karl V kế vị Habsburg Hà Lan và lên ngôi Tây Ban Nha, tiếp theo là việc ông được bầu làm Hoàng đế La Mã Thần thánh, dẫn đến việc Pháp bị chế độ quân chủ Habsburg bao vây về mặt địa lý. Trong cuộc đấu tranh chống lại quyền bá chủ của Đế quốc, François đã tìm kiếm sự hỗ trợ của Henry VIII của Anh tại Cánh đồng Vải vàng. Khi điều này không thành công, ông đã thành lập một liên minh Pháp-Ottoman với sultan Hồi giáo Suleiman Đại đế, một động thái gây tranh cãi đối với một vị vua Cơ đốc giáo vào thời điểm đó.

## Cuộc sống sớm và Gia nhập
François xứ Orléans sinh ngày 12 tháng 9 năm 1494 tại Château de Cognac ở thị trấn Cognac, lúc đó thuộc tỉnh Saintonge, một phần của Công quốc Aquitaine. Ngày nay thị trấn nằm trong bộ phận của Charente.
François là con trai duy nhất của Charles xứ Orléans, Bá tước xứ Angoulême và Louise xứ Savoy, đồng thời là chắt của Vua Charles V của Pháp. Gia đình ông không được cho là sẽ thừa kế ngai vàng, vì người em họ thứ ba của ông là Vua Charles VIII vẫn còn trẻ vào thời điểm ông sinh ra, cũng như em họ của cha ông là Công tước Orléans, sau này là Vua Louis XII. Tuy nhiên, Charles VIII qua đời mà không có con vào năm 1498 và được kế vị bởi Louis XII, người không có người thừa kế là nam giới. Luật Salic ngăn phụ nữ thừa kế ngai vàng. Do đó, cậu bé François bốn tuổi (người đã là Bá tước Angoulême sau cái chết của chính cha mình hai năm trước đó) đã trở thành người thừa kế ngai vàng của Pháp vào năm 1498 và được phong tước hiệu Công tước xứ Valois.
Năm 1505, Louis XII lâm bệnh, ra lệnh cho con gái của ông là Claude và François phải kết hôn ngay lập tức, nhưng chỉ thông qua một cuộc họp của các quý tộc, hai người mới đính hôn. Claude là người thừa kế được cho là của Công quốc Brittany thông qua mẹ cô, Anne xứ Brittagne. Sau cái chết của Anne, hôn lễ diễn ra vào ngày 18 tháng 5 năm 1514. Vào ngày 1 tháng 1 năm 1515, Louis qua đời và François thừa kế ngai vàng. Ông lên ngôi Vua nước Pháp tại Nhà thờ chính tòa Đức Bà Reims vào ngày 25 tháng 1 năm 1515, với Claude là hoàng hậu của ông.

## Trị vì

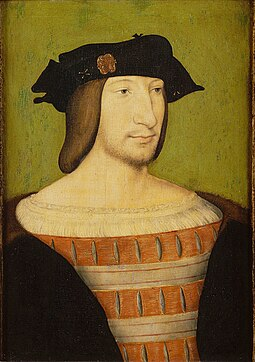
François I được vẽ năm 1515

Khi François đang được giáo dục, những ý tưởng xuất hiện từ thời Phục hưng Ý đã có ảnh hưởng ở Pháp. Một số gia sư của ông, chẳng hạn như François de Moulins de Rochefort (người hướng dẫn tiếng Latinh của ông, người sau này dưới triều đại của Francis được mệnh danh là Đại phát chẩn viên Pháp) và Christophe de Longueil (một nhà nhân văn người Brabantian), đã bị thu hút bởi những cách thức mới này. suy nghĩ và cố gắng gây ảnh hưởng đến François. Trình độ học vấn của ông ấy là về số học, địa lý, ngữ pháp, lịch sử, đọc, đánh vần và viết và ông ấy đã trở nên thông thạo tiếng Do Thái, tiếng Ý, tiếng Latinh và tiếng Tây Ban Nha. François đến để học võ hiệp sĩ, khiêu vũ và âm nhạc, và anh ấy yêu thích bắn cung, nuôi chim ưng, cưỡi ngựa, săn bắn, đấu thương, quần vợt thực sự và đấu vật. Cuối cùng, ông ấy đọc triết học và thần học và anh ấy say mê nghệ thuật, văn học, thơ ca và khoa học. Mẹ của ông, người rất ngưỡng mộ nghệ thuật thời Phục hưng của Ý, đã truyền niềm yêu thích này cho con trai bà. Mặc dù François không được giáo dục theo chủ nghĩa nhân văn, nhưng ông chịu ảnh hưởng của chủ nghĩa nhân văn hơn bất kỳ vị vua Pháp nào trước đây.

### Người bảo trợ của nghệ thuật
Vào thời điểm ông lên ngôi năm 1515, thời kỳ Phục hưng đã đến Pháp và François trở thành người bảo trợ nhiệt tình cho nghệ thuật. Vào thời điểm ông lên ngôi, các cung điện hoàng gia của Pháp chỉ được trang trí rải rác bằng những bức tranh tuyệt vời chứ không phải một tác phẩm điêu khắc nào, không cổ cũng không hiện đại.
François đã bảo trợ cho nhiều nghệ sĩ vĩ đại cùng thời với ông, bao gồm Andrea del Sarto và Leonardo da Vinci; người sau này đã bị thuyết phục biến Pháp thành quê hương của mình trong những năm cuối đời. Mặc dù da Vinci vẽ rất ít trong những năm ở Pháp, nhưng ông đã mang theo nhiều tác phẩm vĩ đại nhất của mình, bao gồm cả bức Mona Lisa (ở Pháp gọi là La Joconde), và những tác phẩm này vẫn còn ở Pháp sau khi ông qua đời. Các nghệ sĩ lớn khác nhận được sự bảo trợ của François bao gồm thợ kim hoàn Benvenuto Cellini và các họa sĩ Rosso Fiorentino, Giulio Romano và Primaticcio, tất cả đều được thuê để trang trí các cung điện khác nhau của François. Ông cũng mời kiến trúc sư Sebastiano Serlio, người đã có một sự nghiệp khá thành công ở Pháp. François cũng ủy quyền cho một số đại lý ở Ý mua các tác phẩm nghệ thuật đáng chú ý và chuyển chúng đến Pháp.

### Người đàn ông của những thư từ
François cũng nổi tiếng là một người viết thư. Khi ông ấy bắt đầu cuộc trò chuyện giữa các nhân vật trong Sách về cận thần của Baldassare Castiglione, đó là niềm hy vọng lớn lao để mang văn hóa đến quốc gia Pháp bị ám ảnh bởi chiến tranh. François không chỉ ủng hộ một số nhà văn lớn trong thời kỳ đó, mà bản thân ông còn là một nhà thơ, nếu không muốn nói là một trong những khả năng đặc biệt. François đã làm việc siêng năng để cải thiện thư viện hoàng gia. Ông bổ nhiệm nhà nhân văn vĩ đại người Pháp Guillaume Budé làm thủ thư trưởng và bắt đầu mở rộng bộ sưu tập. François đã thuê các đại lý ở Ý để tìm kiếm những cuốn sách và bản thảo quý hiếm, giống như ông đã thuê các đại lý tìm kiếm các tác phẩm nghệ thuật. Trong triều đại của ông, quy mô của thư viện đã tăng lên rất nhiều. Ông ta không chỉ mở rộng thư viện mà còn có bằng chứng rằng ông ta đã đọc những cuốn sách mà ông ta mua cho nó, một sự kiện hiếm hơn nhiều trong biên niên sử hoàng gia. François đã thiết lập một tiền lệ quan trọng bằng cách mở thư viện của mình cho các học giả từ khắp nơi trên thế giới để tạo điều kiện phổ biến kiến thức.
Năm 1537, François đã ký Sắc lệnh Montpellier, ra lệnh rằng thư viện của ông được cấp một bản sao của mọi cuốn sách được bán ở Pháp. Chị gái của Francis, Marguerite, Vương hậu Navarra, cũng là một nhà văn tài ba, người đã cho ra đời tuyển tập truyện ngắn kinh điển có tên là Heptameron. François đã trao đổi thư từ với viện trưởng và triết gia Claude de Bectoz, những lá thư mà ông yêu thích đến nỗi ông sẽ mang chúng đi khắp nơi và đưa chúng cho các cung nữ trong triều của mình. Cùng với em gái, ông đến thăm cô ở Tarascon.

### Công trình
François đổ rất nhiều tiền vào các cấu trúc mới. Ông tiếp tục công việc của những người tiền nhiệm tại Lâu đài Amboise và cũng bắt đầu cải tạo Lâu đài Blois. Vào đầu triều đại của mình, ông đã bắt đầu xây dựng lâu đài tráng lệ Chambord, lấy cảm hứng từ phong cách kiến trúc thời phục hưng của Ý, và thậm chí có thể được thiết kế bởi Leonardo da Vinci. François đã xây dựng lại Cung điện Louvre, biến nó từ một pháo đài thời trung cổ thành một tòa nhà tráng lệ thời Phục hưng. Ông đã tài trợ cho việc xây dựng Tòa thị chính mới (Hôtel de Ville) cho Paris để kiểm soát thiết kế của tòa nhà. Ông đã xây dựng Lâu đài Madrid ở Bois de Boulogne và xây dựng lại Lâu đài Saint-Germain-en-Laye. Dự án xây dựng lớn nhất của François là tái thiết và mở rộng Lâu đài Fontainebleau, nơi nhanh chóng trở thành nơi ở yêu thích của ông, cũng như nơi ở của tình nhân chính thức của ông, Anne, Nữ công tước xứ Étampes. Mỗi dự án của François đều được trang trí sang trọng cả trong lẫn ngoài. Ví dụ, Fontainebleau có một đài phun nước phun trào trong sân, nơi một lượng rượu được trộn với nước.

### Hành động quân sự
Mặc dù Chiến tranh Ý (1494–1559) đã thống trị triều đại của François I, các cuộc chiến không phải là trọng tâm duy nhất trong các chính sách của ông. François chỉ tiếp tục các cuộc chiến không ngừng mà những người tiền nhiệm của ông đã bắt đầu và những người kế vị ông trên ngai vàng nước Pháp sẽ kéo dài sau cái chết của François. Thật vậy, Chiến tranh Ý đã bắt đầu khi Milano gửi lời cầu xin tới Vua Charles VIII của Pháp để được bảo vệ khỏi các hành động hung hăng của Quốc vương Napoli. Về mặt quân sự và ngoại giao, triều đại của François là một sự pha trộn giữa thành công và thất bại. François đã cố gắng và thất bại trong việc trở thành Hoàng đế La Mã Thần thánh trong cuộc bầu cử Hoàng gia năm 1519. Tuy nhiên, cũng có những chiến thắng tạm thời, chẳng hạn như trong một phần của Chiến tranh Ý được gọi là Chiến tranh của Liên minh Cambrai (1508–1516) và cụ thể hơn là , đến giai đoạn cuối cùng của cuộc chiến đó, mà lịch sử gọi đơn giản là "Chiến tranh Ý lần thứ nhất của François" (1515–1516), khi François đánh đuổi các lực lượng kết hợp của các Quốc gia Giáo hoàng và Cựu Liên bang Thụy Sĩ tại Marignano vào ngày 13–15 tháng 9 1515. Chiến thắng này tại Marignano cho phép François chiếm được thành phố-bang Milano của Ý. Sau đó, vào tháng 11 năm 1521, trong Chiến tranh Bốn năm (1521–1526) và đối mặt với các lực lượng Đế quốc đang tiến lên của Đế chế La Mã Thần thánh và mở cuộc nổi dậy ở Milan, François buộc phải từ bỏ Milan, do đó, hủy bỏ chiến thắng tại Marignano.
Phần lớn hoạt động quân sự dưới triều đại của François tập trung vào kẻ thù không đội trời chung của ông, Hoàng đế La Mã Thần thánh Karl V. François và Karl duy trì một sự cạnh tranh cá nhân gay gắt. Trên thực tế, Karl đã nhiều lần thách thức François đánh đơn lẻ một cách thô bạo. Ngoài Đế chế La Mã Thần thánh, Karl còn đích thân cai trị Tây Ban Nha, Áo và một số thuộc địa nhỏ hơn lân cận Pháp. Do đó, ông ta là mối đe dọa thường xuyên đối với vương quốc của François.
François đã cố gắng dàn xếp một liên minh với Henry VIII tại cuộc gặp nổi tiếng tại Cánh đồng vải vàng vào ngày 7 tháng 6 năm 1520, nhưng bất chấp hai tuần ngoại giao xa hoa, họ đã không đạt được thỏa thuận. François và Henry đều bị ám ảnh bởi giấc mơ về quyền lực và vinh quang hào hiệp; mối quan hệ của họ có sự cạnh tranh gay gắt giữa cá nhân và triều đại. François bị thúc đẩy bởi sự háo hức mãnh liệt trong việc chiếm lại Milan, bất chấp sự phản đối mạnh mẽ của các Cường quốc khác. Henry cũng quyết tâm chiếm lại miền bắc nước Pháp, điều mà Francis không bao giờ cho phép.
François chịu thất bại nặng nề nhất trong Trận Pavia vào ngày 24 tháng 2 năm 1525, trong một phần của Chiến tranh Ý đang tiếp diễn được gọi là Chiến tranh Bốn năm. François thực sự bị bắt làm tù binh: Cesare Hercolani làm bị thương con ngựa của mình, và François bị bắt bởi Diego Dávila, một nhà quý tộc và sĩ quan quân đội Tây Ban Nha, và Juan de Urbieta, từ Guipúzcoa. Vì lý do này, Hercolani được mệnh danh là "Người chiến thắng trong trận Pavia". Zuppa alla Pavese được cho là đã được phát minh ngay tại chỗ để làm thức ăn cho vị vua bị giam cầm ngay sau trận chiến.
François I bị giam cầm ở Madrid. Trong một bức thư gửi cho mẹ, ông ấy viết, "Trong tất cả mọi thứ, không có gì còn lại đối với con ngoài danh dự và cuộc sống, thứ được bình an." Dòng này đã đi vào lịch sử một cách nổi tiếng với tên gọi "Tất cả đã mất để dành danh dự." Tối hậu thư của Quốc vương Ottoman Suleiman gửi cho Karl V cũng đóng một vai trò quan trọng trong việc trả tự do cho ông. François I từ bỏ mọi yêu sách đối với Napoli và Milan ở Ý. François công nhận nền độc lập của Công quốc Bourgogne, vốn là một phần của Pháp kể từ cái chết của Charles I xứ Bourgogne năm 1477. Và cuối cùng, François đã được hứa hôn với Leonor, chị gái của Karl. François được phép trở lại Pháp để đổi lấy hai con trai của mình, François và Henri, nhưng khi được tự do, ông lập luận rằng thỏa thuận của ông với Karl đã được thực hiện dưới sự ép buộc. Ông ta cũng tuyên bố rằng thỏa thuận vô hiệu vì các con trai của ông ta đã bị bắt làm con tin với ngụ ý rằng chỉ lời nói của ông ta là không thể tin cậy được. Vì vậy, ông kiên quyết từ chối nó. Một liên minh mới với Anh đã giúp François từ chối hiệp ước Madrid.
François kiên trì căm ghét Karl V và mong muốn kiểm soát nước Ý. Vào giữa những năm 1520, Giáo hoàng Clement VII mong muốn giải phóng nước Ý khỏi ách thống trị của nước ngoài, đặc biệt là của Karl V, vì vậy ông đã liên minh với Venezia để thành lập Liên minh Cognac. Francis gia nhập Liên minh vào tháng 5 năm 1526, trong Chiến tranh của Liên minh Cognac năm 1526–30. Các đồng minh của Francis tỏ ra yếu kém, và cuộc chiến kết thúc bởi Hiệp ước Cambrai (1529; "Hòa bình của các quý bà", được thương lượng bởi mẹ của François và cô của Karl V). Hai cậu bé được trả tự do, và Francis kết hôn với Eleanor.
Sau khi Liên minh Cognac thất bại, François đã ký kết một liên minh bí mật với Philipp I xứ Hessen vào ngày 27 tháng 1 năm 1534. Điều này nhằm chống lại Karl V với lý do hỗ trợ Công tước xứ Württemberg giành lại ghế truyền thống của mình, từ đó Karl V đã loại bỏ ông trong 1519. François cũng nhận được sự giúp đỡ của Đế chế Ottoman và sau cái chết của Francesco II Sforza, người cai trị Milan, đã nối lại cuộc tranh giành ở Ý trong Chiến tranh Ý 1536–1538. Vòng giao tranh không có nhiều kết quả này đã kết thúc bằng Hiệp định đình chiến Nice. Tuy nhiên, thỏa thuận đã sụp đổ, dẫn đến nỗ lực cuối cùng của Francis đối với Ý trong Chiến tranh Ý 1542–1546. Lần này, François đã ngăn chặn được lực lượng của Karl V và Henry VIII. Karl V buộc phải ký Hiệp ước Crépy vì khó khăn tài chính và mâu thuẫn với Liên minh Schmalkaldic.

### Quan hệ với Tân thế giới và châu Á
François đã rất bất bình trước sắc lệnh của giáo hoàng Aeterni regis: vào tháng 6 năm 1481, quyền cai trị của Bồ Đào Nha đối với Châu Phi và Ấn Độ đã được xác nhận bởi Giáo hoàng Sixtus IV. Mười ba năm sau, vào ngày 7 tháng 6 năm 1494, Bồ Đào Nha và Vương quốc Castille đã ký Hiệp ước Tordesillas, theo đó các vùng đất mới được phát hiện sẽ được chia cho hai bên ký kết. Tất cả những điều này đã khiến Vua Francis tuyên bố, "Mặt trời chiếu sáng cho tôi cũng như cho những người khác. Tôi rất muốn thấy điều khoản trong di chúc của Adam theo đó tôi sẽ bị từ chối chia sẻ thế giới của mình."
Để đối trọng với quyền lực của Đế chế Habsburg dưới thời Karl V, đặc biệt là quyền kiểm soát các phần lớn của Tân Thế giới thông qua Vương quốc Tây Ban Nha, François I đã nỗ lực phát triển các mối liên hệ với Tân Thế giới và Châu Á. Các hạm đội được gửi đến châu Mỹ và Viễn Đông, đồng thời phát triển các mối liên hệ chặt chẽ với Đế chế Ottoman cho phép phát triển thương mại Địa Trung Hải của Pháp cũng như thiết lập một liên minh quân sự chiến lược.
Thành phố cảng hiện được gọi là Le Havre được thành lập vào năm 1517 trong những năm đầu trị vì của François. Việc xây dựng một cảng mới là cần thiết khẩn cấp để thay thế các bến cảng cổ Honfleur và Harfleur, những bến cảng đã giảm công dụng do bồi lắng. Le Havre ban đầu được đặt tên là Franciscopolis theo tên của vị vua đã thành lập nó, nhưng cái tên này không tồn tại cho đến các triều đại sau này.

#### Châu Mỹ
Xem thêm thông tin: Quan hệ Pháp-Châu Mỹ
Năm 1524, François hỗ trợ người dân Lyon tài trợ cho chuyến thám hiểm của Giovanni da Verrazzano tới Bắc Mỹ. Trong chuyến thám hiểm này, Verrazzano đã đến thăm địa điểm hiện tại của Thành phố New York, đặt tên cho nó là Angoulême Mới, và tuyên bố Newfoundland là vương miện của Pháp. Bức thư của Verrazzano gửi cho François ngày 8 tháng 7 năm 1524 được gọi là Cèllere Codex.
Năm 1531, Bertrand d'Ornesan cố gắng thiết lập một thương điếm của Pháp tại Pernambuco, Brazil.
Năm 1534, Françoiscử Jacques Cartier đi thám hiểm sông St. Lawrence ở Quebec để tìm "một số hòn đảo và vùng đất mà người ta nói rằng phải có một lượng lớn vàng và của cải khác". Năm 1541, François cử Jean-François de Roberval đến định cư ở Canada và hỗ trợ cho việc truyền bá "đức tin Công giáo Thần thánh."

#### Viễn Đông Châu Á
Xem thêm thông tin: Quan hệ Pháp–Châu Á
Thương mại của Pháp với Đông Á được bắt đầu dưới triều đại của François I với sự giúp đỡ của chủ tàu Jean Ango. Vào tháng 7 năm 1527, một tàu buôn Normandy của Pháp từ thành phố Rouen được João de Barros người Bồ Đào Nha ghi lại là đã đến thành phố Diu của Ấn Độ. Năm 1529, Jean Parmentier, trên tàu Sacre và Pensée, đến Sumatra. Khi trở về, đoàn thám hiểm đã kích hoạt sự phát triển của các bản đồ Dieppe, ảnh hưởng đến công việc của những người vẽ bản đồ Dieppe như Jean Rotz.

#### Đế chế Ottoman
Xem thêm thông tin: Liên minh Pháp-Ottoman và Chủ nghĩa phương Đông ở nước Pháp thời kỳ đầu hiện đại
Dưới triều đại của François I, Pháp trở thành quốc gia đầu tiên ở châu Âu thiết lập quan hệ chính thức với Đế chế Ottoman và thiết lập việc giảng dạy bằng tiếng Ả Rập dưới sự hướng dẫn của Guillaume Postel tại Collège de France.
Trong một thời điểm bước ngoặt trong nền ngoại giao châu Âu, François đã hiểu được Đế chế Ottoman đã phát triển thành một liên minh Pháp-Ottoman. Mục tiêu của François là tìm một đồng minh chống lại Nhà Habsburg. Cái cớ mà François sử dụng là sự bảo vệ của những người theo đạo Thiên chúa ở vùng đất Ottoman. Liên minh được gọi là "liên minh ngoại giao phi ý thức hệ đầu tiên thuộc loại này giữa một đế chế Cơ đốc giáo và không theo Cơ đốc giáo". Tuy nhiên, nó đã gây ra một vụ bê bối khá lớn trong thế giới Cơ đốc giáo và được chỉ định là "liên minh vô đạo đức", hay "sự kết hợp báng bổ của Hoa bách hợp [Pháp] và Lưỡi liềm [Ottoman]." Tuy nhiên, nó đã tồn tại trong nhiều năm, vì nó phục vụ lợi ích khách quan của cả hai bên. Hai cường quốc đã thông đồng chống lại Karl V, và vào năm 1543, họ thậm chí còn kết hợp với nhau trong một cuộc tấn công hải quân chung trong Cuộc vây hãm Nice.
Năm 1533, François I cử đại tá Pierre de Piton làm đại sứ tại Maroc, bắt đầu quan hệ chính thức giữa Pháp và Maroc. Trong một bức thư gửi cho Francis I ngày 13 tháng 8 năm 1533, nhà cai trị Wattassid của Fez, Ahmed ben Mohammed, đã hoan nghênh các cuộc đàm phán của Pháp và trao quyền tự do vận chuyển và bảo vệ các thương nhân Pháp.

### Cải cách quan liêu và chính sách ngôn ngữ
François đã thực hiện một số bước để xóa bỏ sự độc quyền của tiếng Latinh với tư cách là ngôn ngữ của tri thức. Năm 1530, ông tuyên bố tiếng Pháp là ngôn ngữ quốc gia của vương quốc, và cùng năm đó đã mở Collège des trois langues, hay Collège Royal, theo đề xuất của nhà nhân văn Guillaume Budé. Sinh viên tại Collège có thể học tiếng Hy Lạp, tiếng Do Thái và tiếng Aramaic, sau đó là tiếng Ả Rập dưới thời Guillaume Postel bắt đầu từ năm 1539.
Năm 1539, trong lâu đài của ông ở Villers-Cotterêts, François đã ký sắc lệnh quan trọng được gọi là Sắc lệnh Villers-Cotterêts, cùng với những cải cách khác, biến tiếng Pháp trở thành ngôn ngữ hành chính của vương quốc để thay thế cho tiếng Latinh. Cũng chính sắc lệnh này yêu cầu các linh mục phải đăng ký khai sinh, kết hôn và khai tử, đồng thời thành lập văn phòng đăng ký ở mỗi giáo xứ. Điều này đã bắt đầu những ghi chép đầu tiên về số liệu thống kê quan trọng với các mối quan hệ có sẵn ở châu Âu.

### Chính sách tôn giáo
Sự chia rẽ trong Cơ đốc giáo ở Tây Âu dưới triều đại của François đã tạo ra những rạn nứt quốc tế kéo dài. Việc rao giảng và viết lách của Martin Luther đã châm ngòi cho Phong trào Cải cách Tin lành, lan rộng khắp châu Âu, bao gồm cả Pháp.
Ban đầu, François tương đối khoan dung với phong trào mới, mặc dù đã thiêu sống một số kẻ dị giáo tại Place Maubert vào năm 1523. Ông chịu ảnh hưởng của người em gái yêu quý Marguerite de Navarre, người thực sự bị thần học của Luther thu hút. François thậm chí còn coi nó là hữu ích về mặt chính trị, vì nó khiến nhiều hoàng tử Đức quay lưng lại với kẻ thù của mình là Karl V.
Thái độ của François đối với đạo Tin lành thay đổi theo chiều hướng xấu hơn sau "Vụ việc của những tấm bảng", vào đêm ngày 17 tháng 10 năm 1534, trong đó các thông báo xuất hiện trên đường phố Paris và các thành phố lớn khác tố cáo quần chúng Công giáo. Những người Công giáo nhiệt thành nhất đã phẫn nộ trước những cáo buộc của thông báo. Bản thân François coi phong trào này là một âm mưu chống lại mình và bắt đầu đàn áp những người theo phong trào này. Những người theo đạo Tin lành bị bỏ tù và hành quyết. Ở một số khu vực, toàn bộ ngôi làng đã bị phá hủy. Tại Paris, sau năm 1540, Francis đã tra tấn và thiêu sống những kẻ dị giáo như Étienne Dolet. Việc in ấn bị kiểm duyệt và các nhà cải cách Tin lành hàng đầu như John Calvin bị buộc phải sống lưu vong. Các cuộc bức hại nhanh chóng khiến hàng nghìn người chết và hàng chục nghìn người mất nhà cửa.
Các cuộc đàn áp những người theo đạo Tin lành đã được quy định trong Sắc lệnh Fontainebleau (1540) do François ban hành. Các hành động bạo lực lớn vẫn tiếp tục, như khi François ra lệnh tiêu diệt một trong những nhóm lịch sử tiền Lutheran, người Waldensian, tại Cuộc thảm sát Mérindol năm 1545.

### Qua đời
François qua đời tại Lâu đài Rambouillet vào ngày 31 tháng 3 năm 1547, vào ngày sinh nhật thứ 28 của con trai ông và người kế vị. Người ta nói rằng "ông ấy đã chết khi phàn nàn về sức nặng của chiếc vương miện mà lần đầu tiên ông ấy coi như một món quà từ Chúa". Ông được an táng với người vợ đầu tiên của mình, Claude, Nữ công tước xứ Brittany, tại Vương cung thánh đường Thánh Denis. Ông được kế vị bởi con trai mình, Henri II.
Lăng mộ của François và của vợ và mẹ ông, cùng với lăng mộ của các vị vua Pháp khác và các thành viên hoàng gia, đã bị mạo phạm vào ngày 20 tháng 10 năm 1793 trong Triều đại Khủng bố ở đỉnh cao của Cách mạng Pháp.

### Hình ảnh và danh tiếng
François I ít có tiếng tăm ở Pháp - lễ kỷ niệm 500 năm của ông ít được chú ý vào năm 1994. Trí nhớ lịch sử phổ biến và học thuật đã bỏ qua việc xây dựng rất nhiều lâu đài đẹp, bộ sưu tập nghệ thuật tuyệt đẹp và sự bảo trợ xa hoa của ông đối với các học giả và nghệ sĩ. Ông được coi là một tay chơi đã làm ô nhục nước Pháp khi để mình bị đánh bại và bị bắt làm tù binh tại Pavia. Nhà sử học Jules Michelet đã thiết lập hình ảnh tiêu cực.
Biểu tượng cá nhân của François là con kỳ nhông và phương châm tiếng Latinh của ông là Nutrisco et extinguo ("Tôi nuôi dưỡng [điều tốt] và dập tắt [điều xấu]"). Chiếc mũi dài của ông khiến ông có biệt danh là François du Grand Nez ('François Mũi To'), ông còn được gọi một cách thông tục là Grand Colas hoặc Bonhomme Colas. Vì cá nhân tham gia vào các trận chiến, ông được biết đến với cái tên le Roi-Chevalier ('Vua hiệp sĩ') hoặc le Roi-Guerrier ('Vua chiến binh').

Nhà sử học người Anh Glenn Richardson coi François là một thành công:
Ông là một vị vua cai trị cũng như trị vì. Ông biết tầm quan trọng của chiến tranh và có uy tín quốc tế cao trong việc khẳng định mình là một vị vua-chiến binh vĩ đại của nước Pháp. Trong trận chiến, anh ta dũng cảm, nếu bốc đồng, dẫn đến chiến thắng và thảm họa như nhau. Trong nước, François thực hiện tinh thần và thư từ của đặc quyền hoàng gia đến mức tối đa. Ông đã mặc cả rất nhiều về thuế và các vấn đề khác với các nhóm lợi ích, thường bằng cách tỏ ra không mặc cả chút nào. Ông tăng cường quyền lực hoàng gia và tập trung quyền ra quyết định vào một người điều hành cá nhân chặt chẽ nhưng lại sử dụng nhiều chức vụ, quà tặng và sức hút cá nhân của mình để xây dựng mối quan hệ cá nhân tự chọn trong hàng ngũ quý tộc mà triều đại của ông phụ thuộc vào .... Dưới thời François, triều đình Pháp ở đỉnh cao uy tín và ảnh hưởng quốc tế trong thế kỷ 16. Mặc dù ý kiến đã thay đổi đáng kể trong nhiều thế kỷ kể từ khi ông qua đời, nhưng di sản văn hóa của ông đối với nước Pháp, thời kỳ Phục hưng của nó, là vô cùng to lớn và phải đảm bảo danh tiếng của ông là một trong những vị vua vĩ đại nhất của nước này.

## Hôn nhân và hậu duệ
Vào ngày 18 tháng 5 năm 1514, François kết hôn với người em họ đời thứ hai của mình là Claude, con gái của Vua Louis XII và Nữ công tước Anne xứ Bretagne. Hai vợ chồng có bảy người con:
Louise (19 tháng 8 năm 1515 – 21 tháng 9 năm 1518): chết trẻ; đính hôn với Carlos I của Tây Ban Nha gần như từ khi sinh ra cho đến khi qua đời.
Charlotte (23 tháng 10 năm 1516 – 8 tháng 9 năm 1524): chết trẻ; đính hôn với Carlos I của Tây Ban Nha từ năm 1518 cho đến khi qua đời.
François (28 tháng 2 năm 1518 – 10 tháng 8 năm 1536): kế vị mẹ ông là Claude làm Công tước xứ Brittany, nhưng qua đời ở tuổi 18, không lập gia đình vì có con ngoài giá thú.
Henri II (31 tháng 3 năm 1519 – 10 tháng 7 năm 1559): kế vị cha mình là Francis I làm Vua nước Pháp và anh trai là Francis làm Công tước xứ Brittany. Kết hôn với Catherine de' Medici và có con.
Madeleine (10 tháng 8 năm 1520 – 2 tháng 7 năm 1537): kết hôn với James V của Scotland và không có con cái.
Charles (22 tháng 1 năm 1522 – 9 tháng 9 năm 1545): chết khi chưa lập gia đình và không có con.
Marguerite (5 tháng 6 năm 1523 – 14 tháng 9 năm 1574): kết hôn với Emmanuel Philibert, Công tước xứ Savoy và có con.
Vào ngày 7 tháng 7 năm 1530, François I kết hôn với người vợ thứ hai là Leonor của Castilla, Vương hậu (góa phụ) của Bồ Đào Nha và là chị gái của Hoàng đế Karl V. Hai người không có con.
Trong thời gian trị vì của mình, François đã bổ nhiệm hai tình nhân vào các vị trí chính thức trong triều đình. Người đầu tiên là Françoise de Foix, Nữ bá tước Châteaubriant. Năm 1526, bà được thay thế bởi Anne de Pisseleu d'Heilly, Nữ công tước xứ Étampes. Là một người có văn hóa, tóc vàng, sau cái chết của Vương hậu Claude hai năm trước đó, bà đã nắm giữ nhiều quyền lực chính trị hơn nhiều so với người tiền nhiệm của bà. Một trong những tình nhân trước đó của ông được cho là Mary Boleyn, tình nhân của vua Anh Henry VIII và là em gái của vợ tương lai của Henry, Anne Boleyn.